# Dassault Falcon 6X
Dassault Falcon 6X – francuski samolot dyspozycyjny wytwórni Dassault Aviation, określany również anglojęzycznym terminem business jet.

## Historia
13 grudnia 2017 roku Dassault Aviation ogłosił zakończenie programu budowy nowego samolotu Dassault Falcon 5X. Przyczyną takiej decyzji był nierozwiązane problemy z silnikami Snecma Silvercrest. Nie zakończyło to jednak planów francuskiej wytwórni pozyskania samolotu o podobnych parametrach co 5X. Nowa maszyna ma charakteryzować się osiągami zbliżonymi do 5X i wejść do służby w 2022 roku. 28 lutego 2018 roku ogłoszono formalne rozpoczęcie programu nowego samolotu dyspozycyjnego Falcon 6X. Jako napęd samolotu wybrano jednostki Pratt & Whitney Canada PW812D, charakteryzujące się obniżonym zużyciem paliwa, obniżoną emisją spalin, mniejszym poziomem hałasu i wibracji w porównaniu do silników, które miały napędzać maszynę 5X. Wstępne plany zakładały oblot gotowego prototypu w 2021 roku, a w roku kolejnym rozpoczęcie pierwszych dostaw. Projekt wnętrza kabiny pasażerskiej samolotu wygrał nagrodę International Yacht and Aviation Awards o czym poinformowano 21 września 2020 roku. Maszyna wyposażona jest w system Fly-by-wire. Wprowadzono bogatą mechanizacje płata, klapy i klapolotki. Dzięki temu, obniżono prędkość lądowania do ok. 202 km/h. Kadłub o wysokości 1,98 m i szerokości 2,59 m, będzie mógł pomieścić maksymalnie 16 pasażerów. Załoga będzie mieć do swojej dyspozycji kokpit wyposażony w cztery wyświetlacze wielofunkcyjne z awioniką Honeywell Epic EASy III, radar IntuVue RDR-4000 oraz wyświetlacz przezierny FalconEye z systemem rozszerzonej rzeczywistości. Maszyna francuskiego producenta, jest pierwszym samolotem dyspozycyjnym Dassault, wyposażonym w rozbudowany system diagnostyczny FalconScan. Układ monitoruje około 100 tys. parametrów samolotu.
8 grudnia 2020 roku, w trakcie uroczystej ceremonii, która odbyła się na fabrycznym lotnisku Bordeaux-Mérignac, po raz pierwszy zaprezentowano gotowy prototyp samolotu. Z powodu ograniczeń związanych z epidemią COVID-19 uroczystość transmitowana była online.
10 marca 2021 roku prototyp oznaczony jako S/N1 i rejestracji F-WSIX, po raz pierwszy wzbił się w powietrze. Za sterami maszyn siedzieli piloci doświadczalni Bruno Ferry i Fabrice Valette. W trakcie trwającego 2,5 h lotu, 6X osiągnął maksymalny pułap 13 000 m i prędkość 0,8 Ma. W trakcie zakończonego sukcesem oblotu, badano ogólne charakterystyki lotu oraz sprawność poszczególnych systemów. Samolot wystartował z lotniska Bordeaux-Mérignac. Dalsze próby samolotu odbywały się w centrum testowym wytwórni w Istres.
22 sierpnia 2023 roku, Agencja Unii Europejskiej ds. Bezpieczeństwa Lotniczego wydała certyfikat typu dla Dassault Falcon 6X. W tym samym dniu, amerykańska Federal Aviation Administration wydała taki sam dokument. Tym samym otwierając drogę do rozpoczęcia sprzedaży samolotu. Certyfikaty typu są zwieńczeniem ponad dwuletniego programu prób, podczas którego maszyny spędziły w powietrzu ponad 1500 godzin.